# The Cross
The Cross foi uma banda britânica de rock fundada em 1987, mais conhecida por seu vocalista, Roger Taylor, ex-baterista do grupo de rock Queen. Foi um projeto paralelo do músico, fundado em 1987, que gerou três álbuns de estúdio.
Diferentemente do Queen, a The Cross incorporou mais fortemente elementos da música como o dance. Não obstante, os outros membros do Queen também participaram como convidados em algumas faixas. A música mais conhecida do grupo é "Heaven For Everyone" que conta com Freddie Mercury no vocal principal da versão européia do álbum (na versão lançada nos Estados Unidos, Roger é o cantor principal e Freddie fez vocal de apoio). A canção, mais tarde foi utilizada pelo Queen em seu último disco de inéditas, Made in Heaven.

## Discografia
Álbuns de estúdio
- 1987: Shove It
- 1990: Mad, Bad and Dangerous to Know
- 1991: Blue Rock